# Stadio Khalifa bin Zayed
Lo stadio Khalifa bin Zayed (in arabo استاد خليفة بن زايد‎?, in inglese Khalifa bin Zayed Stadium) è un impianto sportivo multifunzione di Al-'Ayn, negli Emirati Arabi Uniti.
Il suo uso prevalente è per il calcio (è sede delle partite interne dell'Al-Ain), ma ospita anche incontri di rugby: fino al suo scioglimento vi disputò diversi incontri interni la nazionale del Golfo Persico e a seguire anche degli Emirati Arabi Uniti.
Può ospitare un massimo di circa 12 000 spettatori. Nello stadio si sono disputate alcune partite della Coppa d'Asia 1996, del Campionato mondiale di calcio Under-20 2003 e della Coppa d'Asia 2019, oltre ad alcune gare della nazionale emiratina di calcio.